# خردل وحشی
خردل وحشی (نام‌های دیگر: خردل بیابانی، خردل بومی) گیاهی است از تیره شب‌بویان (Brassicaceae) از راسته کلم (Brassicales)، سرده خردل‌ها (Sinapis). نام علمی این گیاه Sinapis arvensis است.
گیاهی است یک‌ساله به ارتفاع ۲۰ تا ۶۰ سانتی‌متر که با بذر تکثیر می‌یابد. ساقه آن راست و به طول۶۰ تا ۱۰۰ سانتی‌متر است که گاهی نیز منشعب می‌شود. دارای برگ‌های تخم مرغی‌شکل و دندانه‌دار است که دندانه‌های بسیار ریز- به رنگ سیاه شفاف و به تعداد بسیار زیاد در هر پایه به وجود می‌آورد. برگ‌های این گیاه در قسمت تحتانی پهن و در قسمت فوقانی دراز، باریک و دندانه‌دار یا با حاشیه مواج است. گل‌های خردل وحشی چهار گلبرگ زردرنگ دارد که به صورت خوشه قرار گرفته‌اند.
خردل وحشی، در اصل بومی اروپا است ولی در سراسر شمال آمریکا نیز بومی شده‌است. این علف هرز در زمین‌های بایر و کشتزارها می‌روید و یکی از علف‌های هرز مزاحم به‌شمار می‌آید. دام از این گیاه تغذیه می‌کند که باعث دل درد و اختلالات تنفسی حیوان می‌شود و شیر ان را نیز بدطعم می‌کند.

## نگارخانه

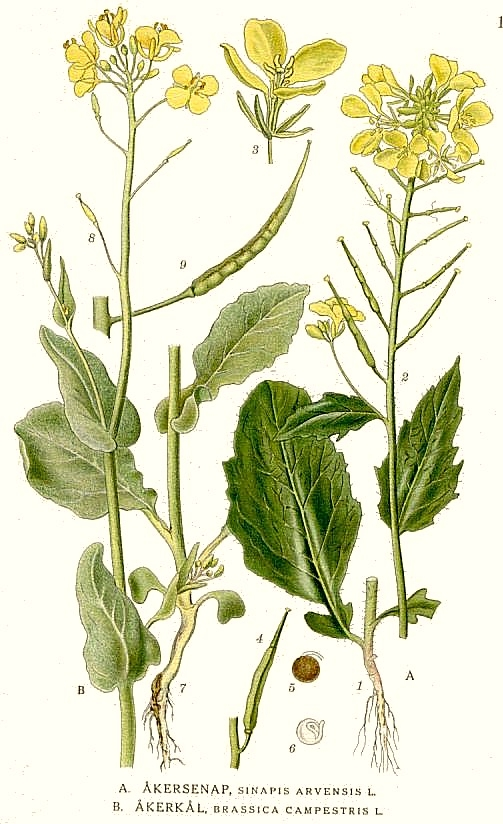
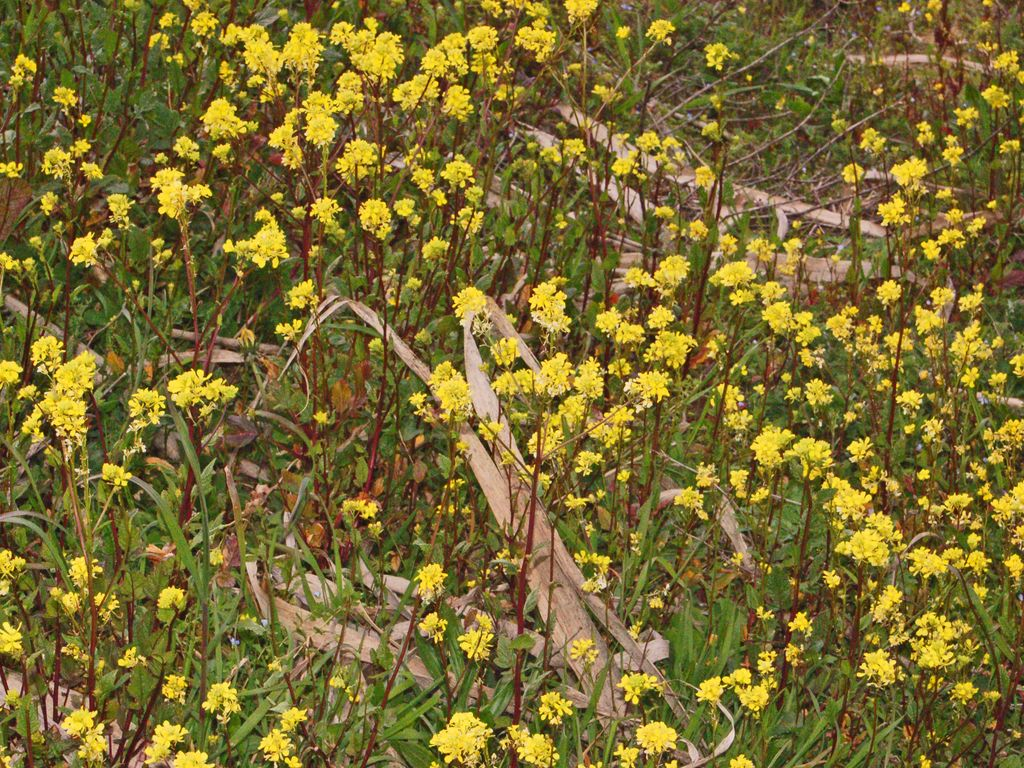
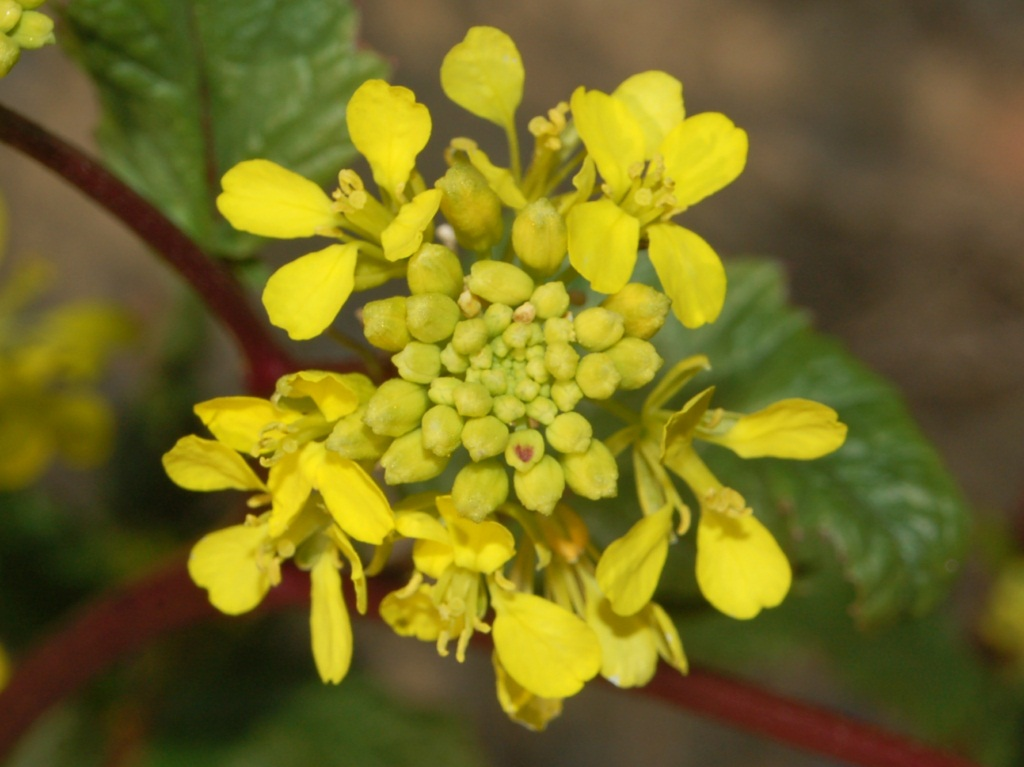
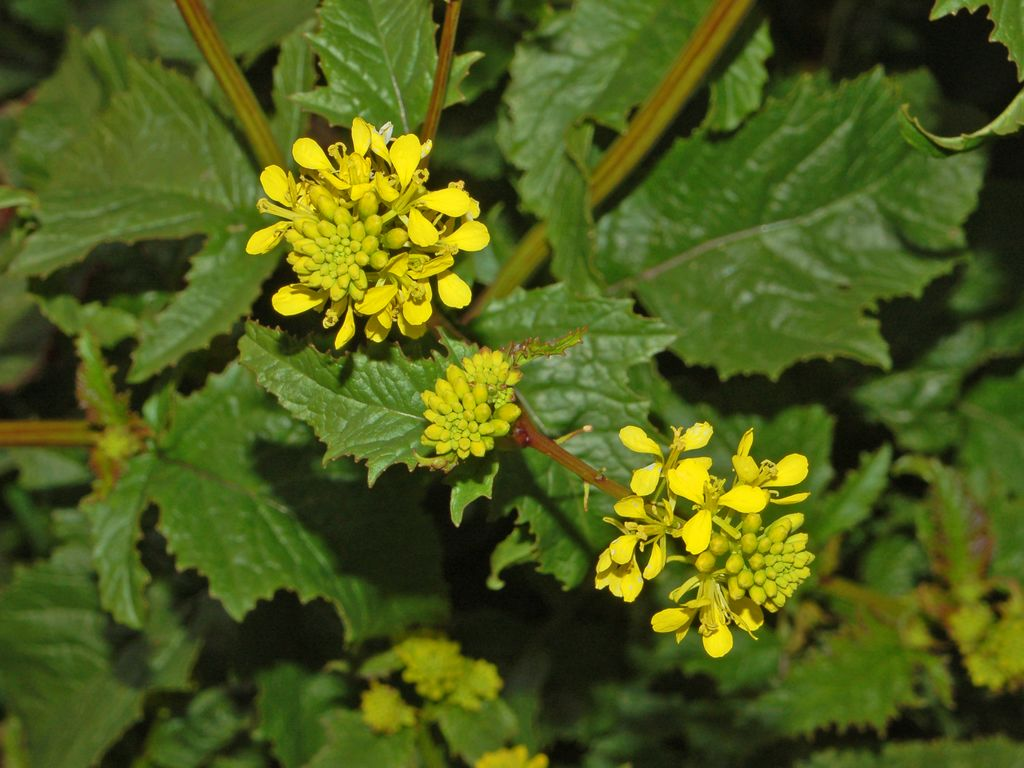
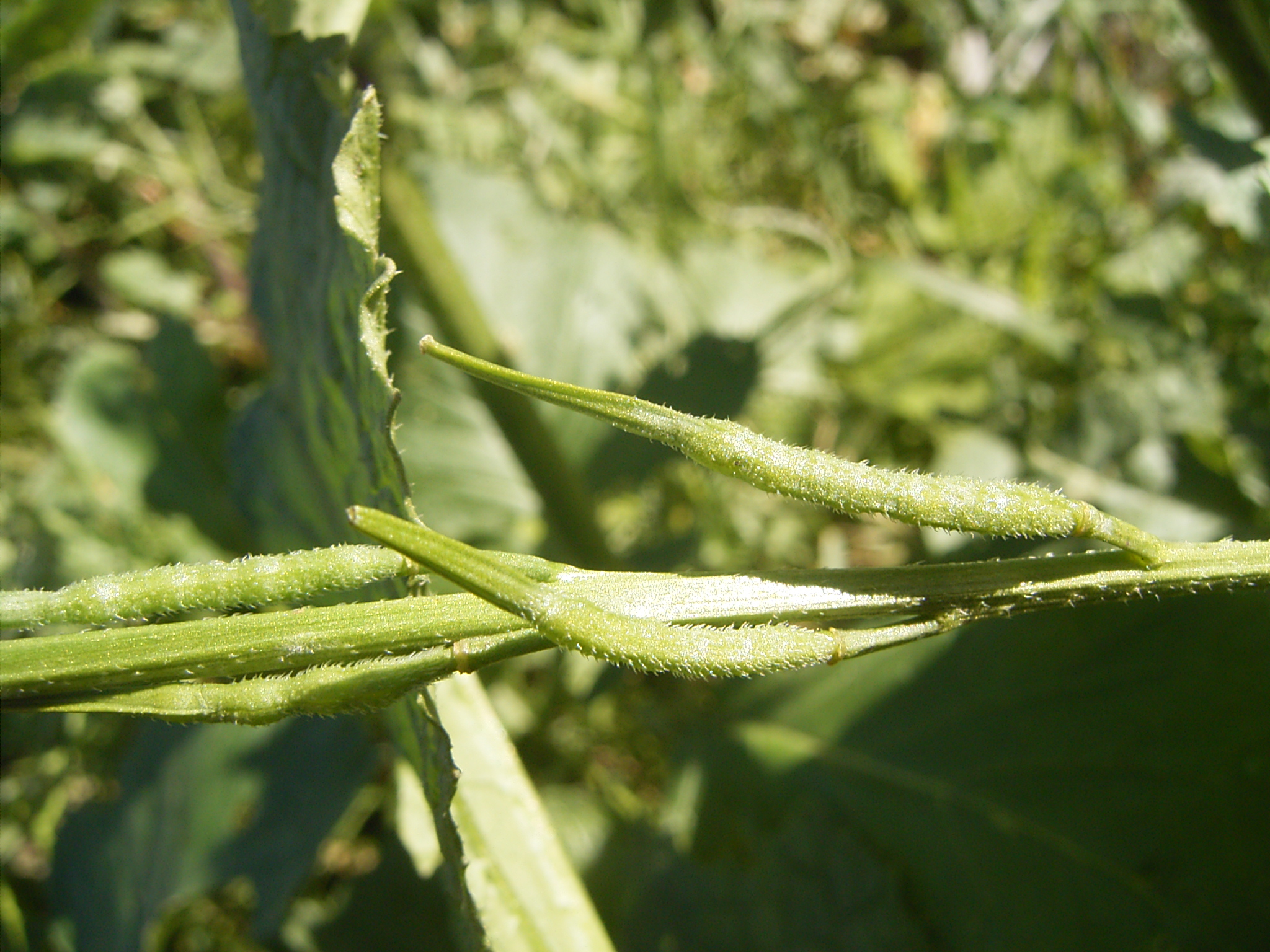
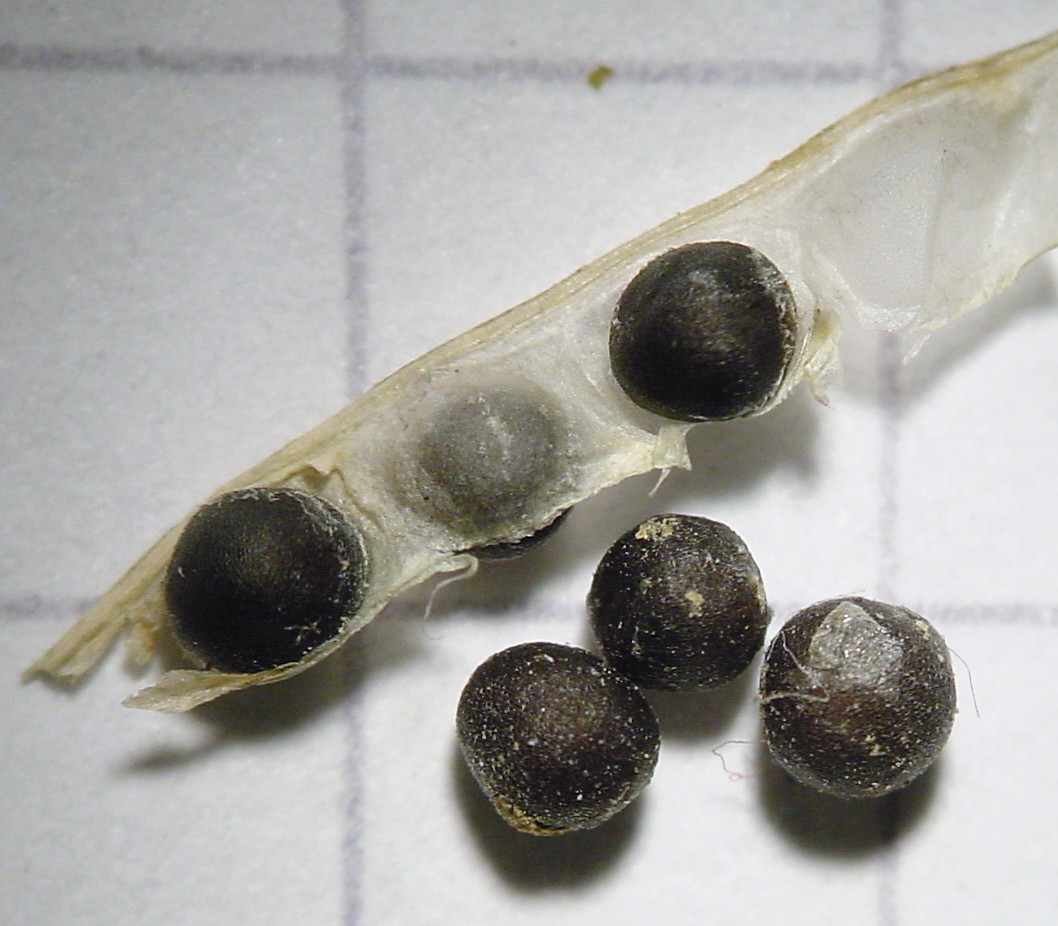